# 中武哲也
中武 哲也（なかたけ てつや、1979年11月16日 - ）は、日本のアニメーションプロデューサー。株式会社JOEN代表取締役、株式会社ウィットスタジオ取締役。茨城県鹿嶋市出身。

## 来歴
2000年に専門学校アミューズメントメディア総合学院を卒業後、Production I.Gに入社。『お伽草子』『シュヴァリエ』『東京マーブルチョコレート』『RD 潜脳調査室』『戦国BASARA』『君に届け』『ギルティクラウン』等の数々アニメを手掛けた。
2012年6月1日に和田丈嗣らとProduction I.G 6課のスタッフと共に独立してウィットスタジオを設立。
会社設立後、アニメーションプロデューサーとしてアニメ『進撃の巨人』を制作。
2022年5月30日、株式会社JOENの代表取締役に就任。

## 人物
『REDLINE』や『キル・ビル Vol.1』のアニメパートを手掛けた石井克人に憧れ、「自分も石井さんみたいな感性的な作品がつくってみたい」と思うようになり、アニメーション業界に進んだ。アニメーション業界に入って数年後に、石井克人と仕事をする機会があり、本当に嬉しかったと話している。

## 参加作品

### テレビアニメ
2004年
- お伽草子

2006年
- シュヴァリエ 〜Le Chevalier D'Eon〜

2007年
- ワンダバキッス
- ゆめだまや奇談

2008年
- RD 潜脳調査室

2009年
- 君に届け
- 戦国BASARA

2010年
- 戦国BASARA弐
- 君に届け 2ND SEASON

2011年
- うさぎドロップ
- ギルティクラウン

2013年
- 進撃の巨人

2014年
- 鬼灯の冷徹

2015年
- ローリング☆ガールズ
- 終わりのセラフ

2016年
- 甲鉄城のカバネリ

2017年
- 進撃の巨人 Season 2

2022年
- SPY×FAMILY

### 劇場アニメ
2005年
- 劇場版 ツバサ・クロニクル 鳥カゴの国の姫君

2011年
- 劇場版 戦国BASARA -The Last Party-

2013年
- ハル

2014年
- 劇場版 進撃の巨人 前編 〜紅蓮の弓矢〜

2015年
- 劇場版 進撃の巨人 後編 〜自由の翼〜
- 屍者の帝国

2022年
- バブル

### OVA
2007年
- 東京マーブルチョコレート

### Webアニメ
2022年
- 雪ほどきし二藍

### ゲームムービー
2002年
- テイルズ オブ デスティニー2

2003年
- テイルズオブシンフォニア

2006年
- ソニックライダーズ

2014年
- テイルズ オブ アスタリア